# Huisraad (Belgisch recht)
Huisraad is een rechtsbegrip uit het Belgisch burgerlijk recht.

## In het goederenrecht

### Huidige recht
Het huidige Belgische goederenrecht kent niet langer een specifieke wettelijke definitie toe aan het begrip huisraad.

### Oude recht
Tot 2021 bepaalde artikel 534 van het Oud Burgerlijk Wetboek (oud BW) evenwel:
"Onder het woord huisraad zijn alleen begrepen de meubelen, die dienen tot gebruik en versiering van de vertrekken zoals behangsels, bedden, stoelen, spiegels, pendules, tafels, porselein en andere voorwerpen van dien aard.

Eveneens zijn daaronder begrepen de schilderijen en de beelden die van de inboedel van een vertrek deel uitmaken, doch niet de verzamelingen van schilderijen die in bijzondere galerijen of vertrekken mochten zijn geplaatst.

Hetzelfde geldt voor porselein: alleen het porselein dat van de versiering van een vertrek deel uitmaakt, is onder de benaming huisraad begrepen."
Tot 2021 bepaalde artikel 589 oud BW dat, indien een vruchtgebruiker vruchtgebruik heeft over huisraad, hij slechts gehouden is om dit aan de blote eigenaar terug te geven in de staat waarin het zich bevindt, voor zover zij niet door zijn kwade trouw of zijn schuld schade hebben geleden.

## In het huurrecht
Indien een huurder een gehuurde woning niet van genoegzaam huisraad voorziet, vormt dat een onrechtmatige oorzaak van ontbinding van de huurovereenkomst, tenzij hij voldoende zekerheid stelt voor de betaling van de huurprijs (art. 1752 oud BW; art. 20 Waals Huurdecreet).

## In het familiaal vermogensrecht
Het rechtsbegrip huisraad is ook relevant in het familiaal vermogensrecht, en is vaak gekoppeld aan het statuut van de gezinswoning.
Een echtgenoot kan geen daden van beschikking stellen over de voornaamste gezinswoning en het aldaar aanwezige huisraad zonder de instemming van de andere echtgenoot, noch het in pand geven (art. 215, §1 oud BW). Er geldt een recht van preferentiële toewijzing op de gezinswoning en het huisraad bij ontbinding van een huwelijksvermogensstelsel (art. 2.3.13 en 2.3.14 BW).

## In het insolventierecht
Een curator kan, met toestemming van de rechter-commissaris, aan de gefailleerde natuurlijke persoon en aan zijn gezin het huisraad en de voorwerpen nodig voor eigen gebruik afgeven (art. XX.141 Wetboek van Economisch Recht (WER)).